# 莽汉战斗机
霍克“莽汉（Hotspur）”是由亨雷（Henley）拖靶飞机发展而来的一种战斗机原型。该机同博尔顿·保罗公司的“无畏”以及布莱克本公司的“大鹏”一样，均是自“炮塔战斗机”这一设计理念发展而来。该机的开发是为了响应英国皇家空军F.9/35招标，正如它的竞争对手“无畏”，“莽汉”的主要武装也是一个博尔顿·保罗公司生产的半自动炮塔。1937年，编号为8309的原型机开始建造。第二年6月4日，该机进行了首次试飞。由于“莽汉”的研制进度远远落后於“无畏”，而霍克公司的生产能力也被“飓风”和“亨雷”占据，该机的后续开发计划被取消。原型机在炮塔被拆掉，并用金属板加以整形后用于襟翼和俯冲减速板等装备的测试。

## 外形尺寸和性能

### 设计特征
- 乘員：两人
- 長度：32英尺10½英寸（10.02米）
- 翼展：40英尺6英寸（12.34米）
- 高度：13英尺10英寸（4.22米）
- 空重：5,800磅（2,630公斤）
- 全重：7,650磅（3,470公斤）

### 性能数据
- 最高速度：316英里/小时（510公里/小时）
- 最高升限：28,000英尺（8,500米）

### 武器装备
- 计划安装一个配有四挺0.303英寸（7.7毫米）口径白朗宁机枪的博尔顿·保罗半自动炮塔，并在机鼻安装一挺维克斯机枪

## 相关内容
Designation sequence
Hawker Hurricane - Hawker Hector - Hawker Henley - Hawker Hotspur - Hawker Tornado - Hawker Typhoon - Hawker Tempest
Related development
- Hawker Henley

Similar aircraft
- Boulton Paul Defiant
- 布萊克本大鵬（Blackburn Roc）

Related lists